# Valtteri Moren
Valtteri Moren (ur. 15 czerwca 1991 w Vantaa) – fiński piłkarz grający na pozycji obrońcy w Waasland-Beveren.

## Kariera klubowa
Moren rozpoczął treningi piłki nożnej w wieku czterech lat w FC Kiffen, a później grał w zespole juniorów PK-35 Vantaa. W 2007 roku trafił do HJK Helsinki, a w 2009 do Klubi 04. W 2010 roku zadebiutował w Veikkausliidze w barwach HJK, a w kwietniu 2011 przedłużył z nim kontrakt do 2013. W listopadzie 2011 został wpisany do Hall of Fame Klubi 04. W lipcu 2013 przedłużył kontrakt z klubem do 2015 roku. W lipcu 2015 podpisał trzyletni kontrakt z Waasland-Beveren.

## Kariera reprezentacyjna
W reprezentacji Finlandii zadebiutował 31 maja 2014 w wygranym 2:0 meczu o trzecie miejsce Baltic Cup z Estonią, w którym strzelił gola na 2:0 w 87. minucie spotkania.

## Osiągnięcia
- Mistrzostwo Finlandii (5): 2010, 2011, 2012, 2013, 2014
- Puchar Finlandii (2): 2011, 2014